# Deportivo Cañaña Lambayeque
Club Deportivo Cañaña – peruwiański klub piłkarski z siedzibą w mieście Lambayeque leżącym w regionie Lambayeque.

## Osiągnięcia
Copa Perú: 1986

## Historia
W roku 1993 klub połączył się czasowo z klubem Juan Aurich Chiclayo, tworząc na okres kilku lat klub o nazwie Club Aurich-Cañaña. W roku 1997 tymczasowy twór przestał istnieć i odtąd oba kluby działają oddzielnie. Obecnie klub gra w regionalnej lidze dystryktu Lambayeque.
Swoje mecze domowe Deportivo Cañaña rozgrywa na oddanym do użytku w 1946 roku stadionie Estadio Cesar Flores Marigorda.